# Jan Petrus Benjamin de Josselin de Jong
Pour les articles homonymes, voir de Jong.
Jan Petrus Benjamin de Josselin de Jong (1886-1964) est un anthropologue, archéologue et linguiste néerlandais, d'abord américaniste, puis grande figure de l'ethnologie indonésienne, également précurseur du structuralisme dans son pays.

## Quelques publications
- (en) Blackfoot texts from the southern Peigans Blackfoot reservation, Teton County, Montana (with the help of Black-Horse-Rider, collected and published with an English translation), J. Müller, Amsterdam, 1914, 153 p.
- (en) Lévi-Strauss's Theory on Kinship and Marriage, E. J. Brill, Leyde, 1952, 59 p.
- (en) (sous la direction de), Unity in diversity : Indonesia as a field of anthropological study, Foris Publications, Dordrecht Pays-Bas), Cinnaminson (États-Unis), 1984, 292 p.  (ISBN 90-6765-063-3)
- (en + nl)  Het huidige Negerhollandsch (teksten en woordenlijst) (sous-titre : Danish-Dutch Archaeological Expedition to the Antilles, 1922-1923), Amsterdam, 1926, 123 p.
- (fr) Les danses des Piegan (1912), article scientifique traduit du néerlandais et publié par l'université Marc-Bloch, département d'études néerlandaises, 2004, 56 p.  (ISBN 2-9522532-0-X)
- (nl) De Couvade, Amsterdam, 1922, 32 p.
- (fr)JPB de Josselin de Jong et l'anthropologie structurale, numéro spécial de la revue Deshima consacrée à JPB de Josselin de Jong, publié par l'Université de Strasbourg sous la direction de Thomas Beaufils, 2009. Traductions notamment de Histoire de la linguistique, Types culturels et phases culturelles, L'archipel malais, un champ d'étude ethnologique, Culture et rêve  (ISBN 978-2-35410-015-5)